# روبرت بربور (سياسي)
روبرت بربور (بالإنجليزية: Robert Barbour)‏ هو سياسي أسترالي، ولد في 1827، وتوفي في 4 أغسطس 1895. انتخب عضو الجمعية التشريعية نيو ساوث ويلز.